# Kernenergiecentrale Tsuruga
Kernenergiecentrale Tsuruga (Japans: 敦賀発電所, Tsuruga hatsudensho) is een kerncentrale in de Japanse stad Tsuruga in de prefectuur Fukui. De centrale beschikt over twee kernreactoren en kan een vermogen van 1517 MW produceren, daarnaast waren er voorjaar 2011 twee centrales op het terrein in aanbouw.

## Kernreactoren actief en in aanbouw
| Eenheid                  | Type | Datum ingebruikname | Vermogen |
| ------------------------ | ---- | ------------------- | -------- |
| Tsuruga - 1              | BWR  | 14 maart 1970       | 357 MW   |
| Tsuruga - 2              | PWR  | 17 februari 1987    | 1160 MW  |
| Tsuruga - 3 (in aanbouw) | APWR | verwacht: juli 2017 | 1538 MW  |
| Tsuruga - 4 (in aanbouw) | APWR | verwacht: juli 2018 | 1538 MW  |

## Breuklijnen
Naar aanleiding van de kernramp van Fukushima werden de kerncentrales in Japan onderworpen aan een zogenaamde stress-test. Hiervoor werden alle reactoren uitgezet. De centrale kon pas weer worden opgestart nadat deze geslaagd was voor de stress-test. Een van de onderdelen waarop getest werd, was de aanwezigheid van breuklijnen in de directe omgeving van de centrale. Uit onderzoeken van het Japanse Earthquake Research Committee en de eigenaar van de kerncentrale Japan Atomic Power Company (JAPCO), bleek in 2012 dat er inderdaad breuklijnen liepen onder het terrein van de kerncentrale. Deze breuklijnen zouden kunnen worden geactiveerd door de Urasokobreuklijn, een 25 kilometer lange breuklijn, die loopt van noordwest naar zuidoost en ligt ten noorden van de stad Tsuruga Als gevolg van deze ontdekking vroeg het Nuclear and Industrial Safety Agency (NISA) aan de eigenaar om een verder onderzoek te verrichten naar deze breuklijnen.
Naar aanleiding daarvan werd op 21 maart 2012 bekend dat bepaalde meetresultaten van seismisch onderzoek uit 2005 toen over het hoofd gezien werden. Uit deze data volgde dat activering van de Urasokobreuklijn een aardbeving met een grootte tot 7,4 op de momentmagnitudeschaal teweeg kan brengen. Na verdere studie in november en december 2012 concludeerde de Japanse Nuclear Regulation Authority dat er meer actieve breuklijnen zijn onder het terrein van de kerncentrale, waarvan enkele in contact met de eerder gevonden Urasokobreuklijn.
Fugen ·
Fukushima I ·
Fukushima II ·
Genkai ·
Hamaoka ·
Higashidōri ·
Ikata ·
JPDR ·
Kashiwazaki-Kariwa ·
Mihama ·
Monju ·
Oi ·
Oma ·
Onagawa ·
Sendai ·
Shika ·
Shimane ·
Takahama ·
Tokai ·
Tomari ·
Tsuruga